# Santo Tomé (kommun)
Santo Tomé är en kommun i Spanien.   Den ligger i provinsen Provincia de Jaén och regionen Andalusien, i den centrala delen av landet, 270 km söder om huvudstaden Madrid. Antalet invånare är 2 635. Arean är 73 kvadratkilometer. Santo Tomé gränsar till Úbeda, Villacarrillo, Santiago-Pontones, La Iruela, Chilluévar och Cazorla. 
Terrängen i Santo Tomé är lite bergig.